# Ansgar Zerfaß
Ansgar Zerfaß (* 11. Oktober 1965 in Solingen) ist ein deutscher Kommunikationswissenschaftler. Er ist Universitätsprofessor am Institut für Kommunikations- und Medienwissenschaft der Universität Leipzig und seit 2014 Inhaber des Lehrstuhls für Strategische Kommunikation.

## Biografie

### Ausbildung und Universität
Zerfaß schloss 1990 das Studium der Wirtschafts- und Kommunikationswissenschaften an der Universität Erlangen-Nürnberg als Diplom-Kaufmann ab. 1995 wurde er mit der Dissertation Unternehmensführung und Öffentlichkeitsarbeit. Grundlegung einer Theorie der Unternehmenskommunikation und Public Relations zum Dr. rer. pol. promoviert. Als wissenschaftlicher Mitarbeiter am Lehrstuhl für Unternehmensführung der Universität Erlangen-Nürnberg bei Horst Steinmann war er sechs Jahre lang Dozent. Anschließend war er zehn Jahre in leitenden Positionen der Unternehmenskommunikation und Politikberatung tätig, zuletzt als Mitglied der Geschäftsleitung der MFG Baden-Württemberg mbH in Stuttgart, dem Kompetenzzentrum des Landes Baden-Württemberg für IT und Medien. Daneben wirkte er als Dozent an mehreren Universitäten und habilitierte sich unter dem Mentorat von Winfried Schulz in Erlangen-Nürnberg für Kommunikationswissenschaft.
Seit 2006 war Zerfaß Professor für Kommunikationsmanagement in Leipzig. Seit 2013 ist er zusätzlich Professor in Communication and Leadership an der BI Norwegian Business School, Oslo. An der Universität Leipzig wirkte er mehrere Jahre als Prodekan der Fakultät für Sozialwissenschaften und Philosophie. In seiner damaligen Funktion als Geschäftsführender Direktor des Instituts für Kommunikations- und Medienwissenschaft bemühte sich Zerfaß ab 2011 um den Umbau der Kommunikations- und Medienwissenschaften an der Universität Leipzig. Das Konzept zur Neustrukturierung des Instituts wurde später von den Lehrbereichen, Fakultät und Rektorat ab 2012 sukzessive umgesetzt.

### Wissenschaftliches Wirken
Laut Google Scholar ist Zerfaß der weltweit am häufigsten zitierte und damit einflussreichste Forscher in den Themenfeldern Strategic Communication, Corporate Communication, Communication Management und Public Relations (h-Index, Juli 2024). Er ist u. a. Herausgeber des International Journal of Strategic Communication (USA), Plank Scholar am Plank Center for Leadership in Public Relations an der University of Alabama, Vorsitzender des Executive Board der Akademischen Gesellschaft für Unternehmensführung und Kommunikation; Wissenschaftlicher Beirat der Österreichischen Gesellschaft für Kommunikation & Reputation (KOMREP) in Wien. Er war Vorstandsmitglied der International Communication Association (ICA), Washington D.C., und dort Chair der PR Division, sowie Präsident der European Public Relations Education and Research Association (EUPRERA) in Brüssel. Er ist Autor und Herausgeber von bislang 44 Büchern und mehr als 450 Fachbeiträgen sowie Studien zu den Forschungsfeldern Strategische Kommunikation, Kommunikationsmanagement, Unternehmenskommunikation, Public Relations und Integrierte Kommunikation in mehreren Sprachen (englisch, deutsch, chinesisch, spanisch etc.).
Der European Communication Monitor, der als weltweit größte empirische Studie zur strategischen Kommunikation gilt, wurde von ihm 2007 ins Leben gerufen. Er wird seitdem jährlich mit einem Forscherteam von mehreren europäischen Universitäten umgesetzt und inzwischen durch den North American Communication Monitor, den Latin American Communication Monitor und den Asia-Pacific Communication Monitor ergänzt, so dass die Studienserie in jeder Erhebungswelle mehr als 5,000 Befragte und mehr als 80 Länder umspannt.

### Auszeichnungen
Für seine Forschungsprojekte wurde Zerfaß mit mehreren Preisen ausgezeichnet, darunter dem Pathfinder Award des Institute for Public Relations, USA (2014), dem Jackson Jackson & Wagner-Wissenschaftspreis der Public Relations Society of America (2015), dem Preis der Hermann-Weiler-Stiftung, Nürnberg (1998), dem Albert-Oeckl-Preis der DPRG (1995) und dem Ludwig-Schunk-Preis für Wirtschaftswissenschaften der Universität Gießen (1997). Mit Kommunikationskampagnen gewann Zerfaß 2000 den Deutschen PR-Preis, 2005 den Deutschen Multimedia Award und 2010 den PR Report Award. 2005 wurde ihm der Titel PR-Kopf des Jahres verliehen. Bereits 30 mal wurden Studierende von ihm von verschiedenen Institutionen als Autoren der besten Abschlussarbeiten im Themenfeld Unternehmenskommunikation in Deutschland, Europa und global ausgezeichnet.

## Schriften (Auswahl)
- Rupert Ahrens, Helmut Scherer, Ansgar Zerfaß (Hrsg.): Integriertes Kommunikationsmanagement. Konzeptionelle Grundlagen und praktische Erfahrungen. F.A.Z.-Institut, Frankfurt am Main 1995.
- Günter Bentele, Horst Steinmann, Ansgar Zerfaß (Hrsg.): Dialogorientierte Unternehmenskommunikation. Grundlagen - Praxiserfahrungen - Perspektiven. VISTAS Verlag, Berlin 1996.
- Ansgar Zerfaß: Unternehmensführung und Öffentlichkeitsarbeit. Grundlegung einer Theorie der Unternehmenskommunikation und Public Relations. Westdeutscher Verlag, Opladen 1996.
- Michael Krzeminski, Ansgar Zerfaß (Hrsg.): Interaktive Unternehmenskommunikation. Internet, Intranet, Datenbanken, Online-Dienste und Business-TV als Bausteine erfolgreicher Öffentlichkeitsarbeit. F.A.Z.-Institut, Frankfurt am Main. 1998 (2. unveränderte Auflage 1999).
- Klaus Haasis, Walter Strommer, Ansgar Zerfaß (Hrsg.): Digitale Wertschöpfung. Internet und E-Business als Chance für den Mittelstand. 2., vollständig überarbeitete Auflage. dpunkt.verlag, Heidelberg 2002.
- Peter A. Bruck, Z. Karssen, A. Buchholz, A. Zerfass (Hrsg.): E-Content - Technologies and Perspectives for the European Market. Springer, Berlin/Heidelberg/New York 2005.
- Claudia Mast, Walter Zerfaß (Hrsg.): Neue Ideen erfolgreich durchsetzen. Das Handbuch der Innovationskommunikation. Frankfurter Allgemeine Buch, Frankfurt am Main 2005.
- Ansgar Zerfaß, Dietrich Boelter: Die neuen Meinungsmacher. Weblogs als Herausforderung für Kampagnen, Marketing, PR und Medien. Nausner & Nausner, Graz 2005.
- Manfred Piwinger, Ansgar Zerfaß (Hrsg.): Handbuch Unternehmenskommunikation. Gabler, Wiesbaden 2007.
- Ansgar Zerfaß, Martin Welker, Jan Schmidt (Hrsg.): Kommunikation, Partizipation und Wirkungen im Social Web. Band 1: Grundlagen und Methoden: Von der Gesellschaft zum Individuum. Band 2: Strategien und Anwendungen: Perspektiven für Wirtschaft, Politik, Publizistik. Herbert von Halem Verlag, Köln 2008.
- Ansgar Zerfaß, Betteke van Ruler, Krishnamurthy Sriramesh (Hrsg.): Public Relations Research. European and International Perspectives and Innovations. VS Verlag für Sozialwissenschaften, Wiesbaden 2008.
- Ansgar Zerfaß, Kathrin M. Möslein (Hrsg.): Kommunikation als Erfolgsfaktor im Innovationsmanagement. Gabler, Wiesbaden 2009.
- Klaus Möller, Manfred Piwinger, Ansgar Zerfaß (Hrsg.): Immaterielle Vermögenswerte - Bewertung, Berichterstattung und Kommunikation. Schäffer-Poeschel, Stuttgart 2009.
- Ansgar Zerfaß: Unternehmensführung und Öffentlichkeitsarbeit. Grundlegung einer Theorie der Unternehmenskommunikation und Public Relations. 3. Auflage. Springer VS, Wiesbaden 2010.
- Jörg Pfannenberg, Ansgar Zerfaß (Hrsg.): Wertschöpfung durch Kommunikation: Strategisches Kommunikations-Controlling in der Unternehmenspraxis. Frankfurter Allgemeine Buch, Frankfurt am Main 2010.
- Ansgar Zerfaß, Lars Rademacher, Stefan Wehmeier (Hrsg.): Organisationskommunikation und Public Relations. Forschungsparadigmen und neue Perspektiven. Springer VS, Wiesbaden 2013.
- Krishnamurthy Sriramesh, Ansgar Zerfass, Kim Jeong-Nam (Hrsg.): Current Trends and Emerging Topics in Public Relations and Communication Management. Routledge, New York 2013.
- Ansgar Zerfaß, Thomas Pleil (Hrsg.): Handbuch Online-PR. Strategische Kommunikation im Internet und Social Web. 2. Auflage. UVK, Konstanz 2014.
- Ansgar Zerfaß, Manfred Piwinger (Hrsg.): Handbuch Unternehmenskommunikation. 2., vollständig überarbeitete Auflage. Springer Gabler, Wiesbaden 2014.
- Derina R. Holtzhausen, Ansgar Zerfass (Hrsg.): The Routledge Handbook of Strategic Communication. Routledge, New York 2015. (chinesische Version 2021)
- Peggy S. Brønn, Stefania Romenti, Ansgar Zerfass (Hrsg.): The Management Game of Communication. Emerald, Bingley 2016.
- Ralph Tench, Dejan Verčič, Ansgar Zerfass, Angeles Moreno, Piet Verhoeven: Communication Excellence – How to Develop, Manage and Lead Exceptional Communications. Palgrave Macmillan, London 2017. (Auch als Übersetzungen und erweiterten Auflagen in Chinesisch, Kroatisch, Slowenisch und Spanisch erschienen).
- Ansgar Zerfaß, Sophia C. Volk, (2019). Toolbox Kommunikationsmanagement. Denkwerkzeuge und Instrumente für die Steuerung der Unternehmenskommunikation. Springer Gabler, Wiesbaden 2019.
- Howard Nothhaft, Dejan Verčič, Kelly P. Werder, Ansgar Zerfass (Eds.): Future Directions of Strategic Communication. Routledge, New York 2019.
- Sabine Einwiller, Sonja Sackmann, Ansgar Zerfaß (Hrsg.): Handbuch Mitarbeiterkommunikation. Springer Gabler, Wiesbaden 2021.
- Ulrike Röttger, Patrick Donges, Ansgar Zerfaß (Hrsg.): Handbuch Public Affairs. Springer Gabler, Wiesbaden 2021.
- Christian P. Hoffmann, Dierk Schiereck, Ansgar Zerfaß (Hrsg.): Handbuch Investor Relations und Finanzkommunikation. Springer Gabler, Wiesbaden 2022.
- Ansgar Zerfaß, Manfred Piwinger, Ulrike Röttger (Hrsg.): Handbuch Unternehmenskommunikation, 3. Auflage. Springer Gabler, Wiesbaden 2022.